# 16578 Essjayess
16578 Essjayess è un asteroide della fascia principale. Scoperto nel 1992, presenta un'orbita caratterizzata da un semiasse maggiore pari a 2,2644386 UA e da un'eccentricità di 0,1143032, inclinata di 24,71053° rispetto all'eclittica.